# Budynek III Liceum Ogólnokształcącego w Katowicach
Budynek III Liceum Ogólnokształcącego im. Adama Mickiewicza w Katowicach – budynek szkolny, położony przy ulicy Adama Mickiewicza 11 w Katowicach, na terenie dzielnicy Śródmieście, powstały w latach 1898–1900 w stylu neogotyckim według projektu Josefa Perzika bądź Maxa Grünfelda. Wpisany jest do rejestru zabytków nieruchomych.
Gmach ten jest siedzibą III Liceum Ogólnokształcącego im. Adama Mickiewicza w Katowicach, a także m.in. Stowarzyszenia Absolwentów i Sympatyków III Liceum Ogólnokształcącego im. A. Mickiewicza w Katowicach oraz AWF Mickiewicz Katowice. 

## Historia

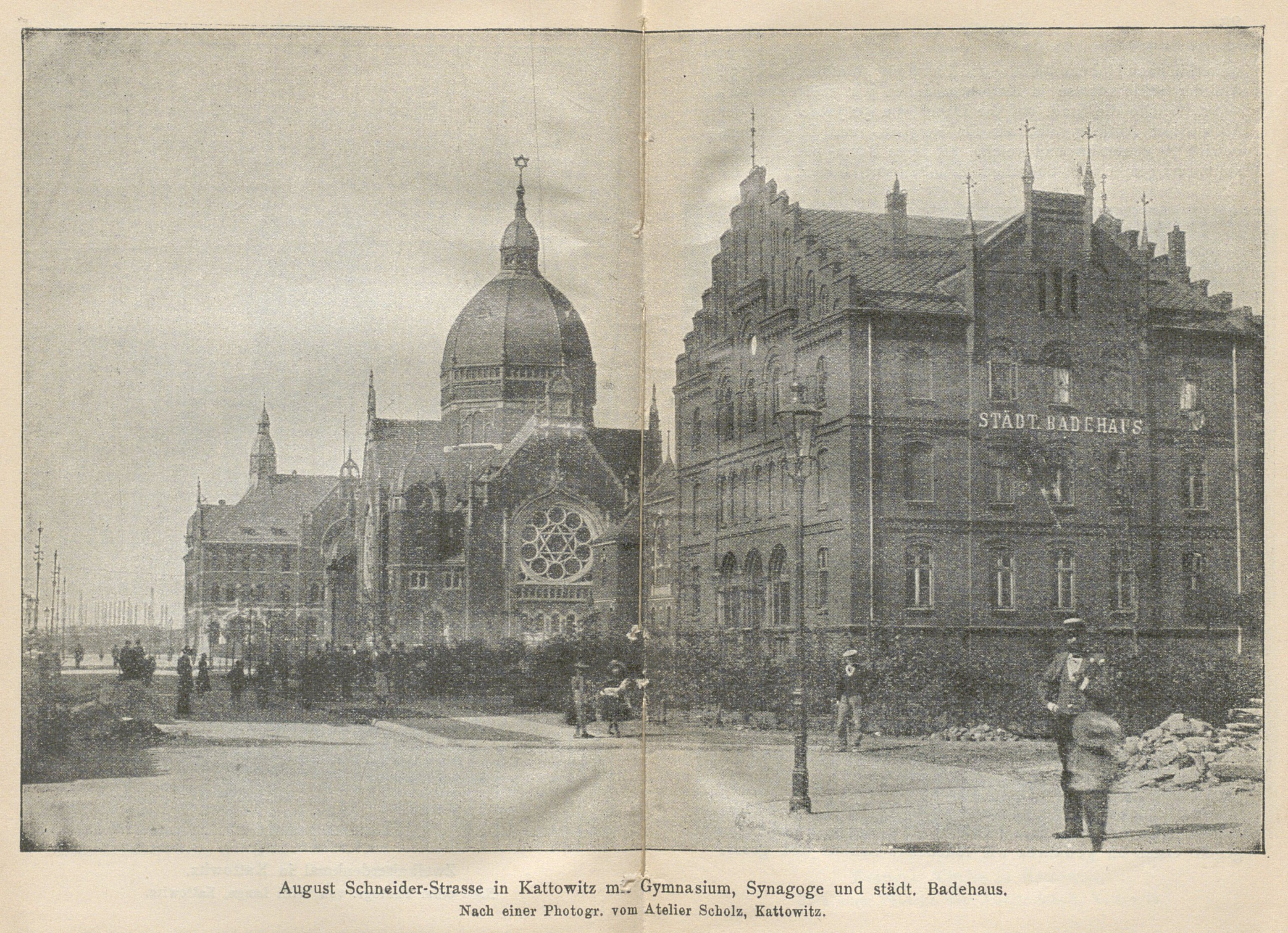
Zdjęcie z 1904 roku, prezentujące trzy budynki po północnej stronie obecnej ulicy A. Mickiewicza; od lewej: gmach III Liceum Ogólnokształcącego, Synagoga Wielka i Łaźnia Miejska

Gmach obecnego III Liceum Ogólnokształcącego im. Adama Mickiewicza powstał w latach 1898–1900 na rogu współczesnych ulic: A. Mickiewicza i J. Słowackiego dla Miejskiego Gimnazjum (niem. Städtisches Gymnasium), powstałego 9 października 1871 roku na bazie niemieckiej szkoły średniej. Inicjatorem powstania gimnazjum był Richard Holtze, a do niego chodzili uczniowie różnych wyznań. Budowa nowej siedziby gimnazjum spowodowana była ciągłym wzrostem liczby uczniów, którzy najpierw uczyli się w gmachu przy dzisiejszej ulicy Młyńskiej 4 (nieistniejący budynek, w miejsce którego powstał gmach Urzędu Miasta Katowice), a potem w budynku na rogu dzisiejszych ulic: J. Słowackiego i 3 Maja (obecny gmach VIII Liceum Ogólnokształcącego im. Marii Skłodowskiej-Curie) . Decyzję o budowie nowego gmachu dla gimnazjum miejskiego podjęto 8 kwietnia 1896 roku, a rok później władze wydały zgodę na budowę.
Prace budowlane nad nowym gmachem rozpoczęto w 1898 roku. Wówczas to pojawiły się problemy z podmokłym gruntem – stąd też w grunt wbito kilkaset pali, na których powstały fundamenty szkoły. Dnia 9 października 1900 roku zorganizowano uroczysty pochód do nowego gmachu , zaś w dotychczasowym budynku przy obecnej ulicy 3 Maja urządzono szkołę żeńską. Przed I wojną światową szkoła miała adres Uferstrasse 13, a następnie August Schneider Strasse 13. Miała wówczas 16 sal ogólnych, salę wykładową i aulę. W latach 1911–1914 roku do budynku dobudowano skrzydło od strony ulicy J. Słowackiego, łączące gmach główny z salą gimnastyczną .
Do czasu wybuchu I wojny światowej Gimnazjum Miejskie było jedyną szkołą średnią na terenie Katowic. Po powstaniach śląskich i przyłączeniu Katowic do Polski, 26 lipca 1922 roku powołano w gmachu Państwowe Męskie Zreformowane Gimnazjum Klasyczne, działające od roku szkolnego 1933/1934 jako Państwowe Gimnazjum i Liceum w Katowicach. W sprawozdaniu Dyrekcji Państwowego Gimnazjum w Katowicach za okres 1927/1928 podano, iż budynek był wówczas własnością skarbu państwa. Miał on wówczas 18 sal lekcyjnych, kancelarię dyrektora, salę nauczycielską, gabinety: biologiczny, fizykalno-chemiczny i geograficzno-historyczny, bibliotekę, aulę, salę gimnastyczną i inne pomieszczenia. Budynek był wówczas wyposażony w centralne ogrzewanie, wentylację mechaniczną, oświetlenie oraz przyłącza wodno-kanalizacyjne. W latach 1930–1931 w suterenach urządzono nowe ubikacje i natryski, a w latach 1931–1933 naprawiono dach i częściowo kotły centralnego ogrzewania, a także zmodernizowano podwórko szkoły, na którym m.in. otwarto kort tenisowy. Do 1936 roku przeprowadzono też w szkole inne inwestycje, w tym otwarcie nowej sceny, a także wyremontowanie ogrodzenia i auli.
Szkołę po czasach niemieckiej okupacji reaktywowano 17 lutego 1945 roku i w roku szkolnym 1948/1949 przekształcono w Szkołę Podstawową i Liceum Ogólnokształcące nr 3 w Katowicach. W dniu 13 maja 1959 roku szkoła otrzymała imię Adama Mickiewicza. W 1967 roku rozdzielono szkołę podstawową i liceum, a liceum przemianowano na III Liceum Ogólnokształcące im. A. Mickiewicza. W 1971 roku, od strony ulicy ks. P. Skargi dobudowano obiekt mieszczący gabinety nauczycieli wychowania fizycznego. Rok później, w listopadzie 1971 roku w holu odsłonięto tablicę poświęconą poległym i pomordowanym w trakcie II wojny światowej wychowankom i nauczycielom III Liceum Ogólnokształcącego. W latach 2000–2007 wyremontowano dach szkoły, odtworzono ogrodzenie, a także wykonano renowację auli, zaś w latach 2009–2011 wymieniono stolarkę okienną i drzwi.

## Architektura i otoczenie

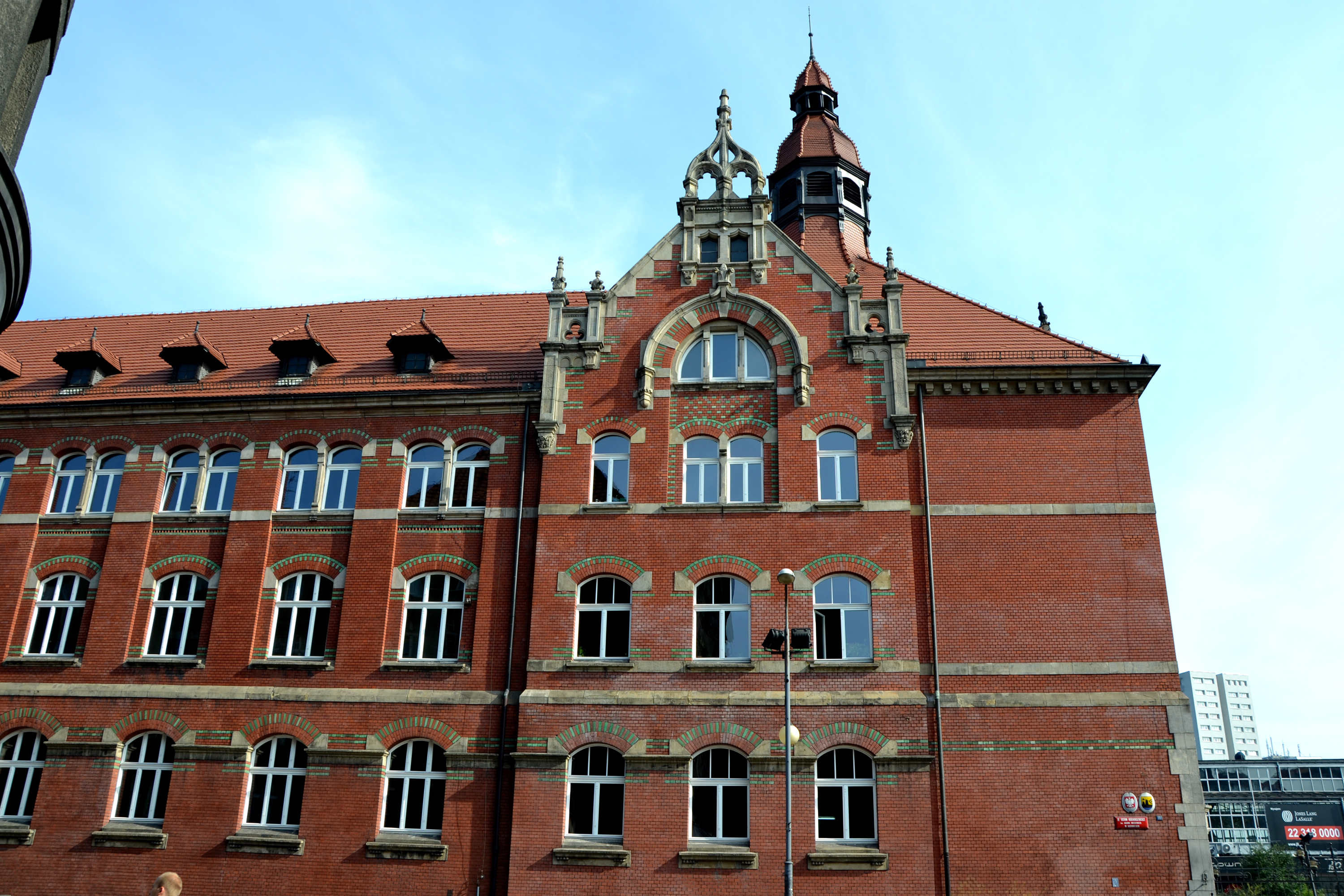
Fragment elewacji południowej ze wschodnim ryzalitem (2012)

Gmach III Liceum Ogólnokształcącego im. Adama Mickiewicza w Katowicach mieści się w Katowicach przy ulicy Adama Mickiewicza 11, na terenie dzielnicy Śródmieście . Wzniesiony jest stylu neogotyckim z elementami neorenesansu niemieckiego, zaś za projekt odpowiadał Josef Perzik  lub Max Grünfeld (według niektórych źródeł Josef Perzik był prawdopodobnie tylko budowniczym gmachu szkoły).
Gmach, zbudowany z czerwonej palonej cegły, jest częściowo otynkowany, zaś jego elementy architektoniczne wykonano z kamienia . Budynek jest trzykondygnacyjny, na planie zbliżonym do podkowy  z podpiwniczeniem i poddaszem, przykryty czterospadowym dachem pokrytym dachówką . Charakterystycznym elementem gmachu są wystające ponad dach wieżyczki. Powierzchnia użytkowa gmachu wynosi 2 945 m², zaś kubatura 24 831 m².
Fasada frontowa znajduje się po wschodniej stronie budynku. W jej południowej części mieści się trójotworowy portal łukowy z drzwiami wejściowymi. Na pozostałych kondygnacjach elewacji frontowej umieszczono rzędy prostokątnych okien zamkniętych półkoliście. W północnej części elewacji frontowej część z nich jest zblendowana. W środkowej części mieści się kamienna płaskorzeźba z herbem Katowic i inskrypcją „1866”. Na trzeciej kondygnacji znajduje się jedno, duże okno  wypełnione dekoracją w formie rozety. Elewacja zwieńczona jest gzymsem kostkowym , na którym widnieje data – „Anno 1899”.

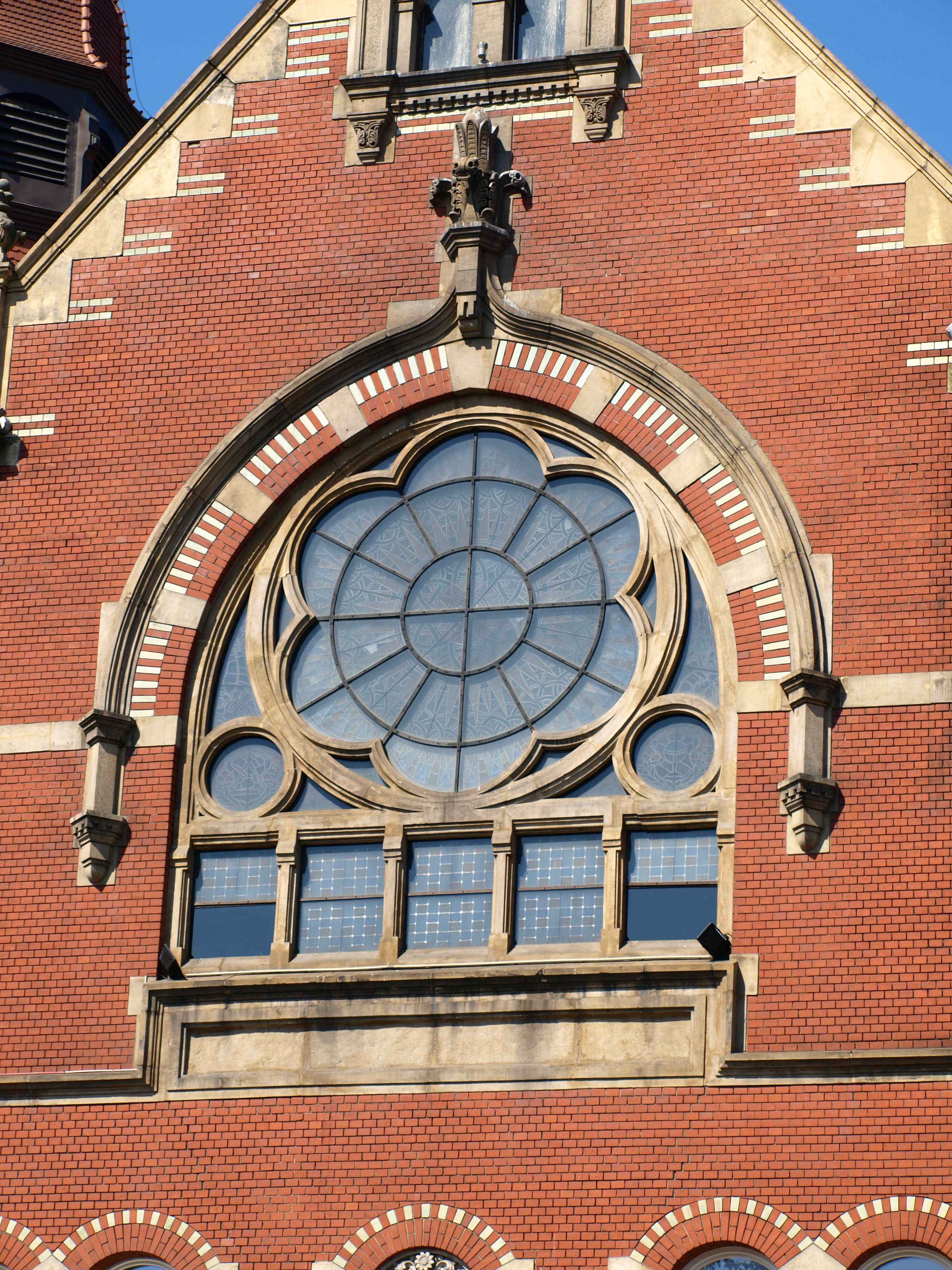
Okno z charakterystyczną rozetą

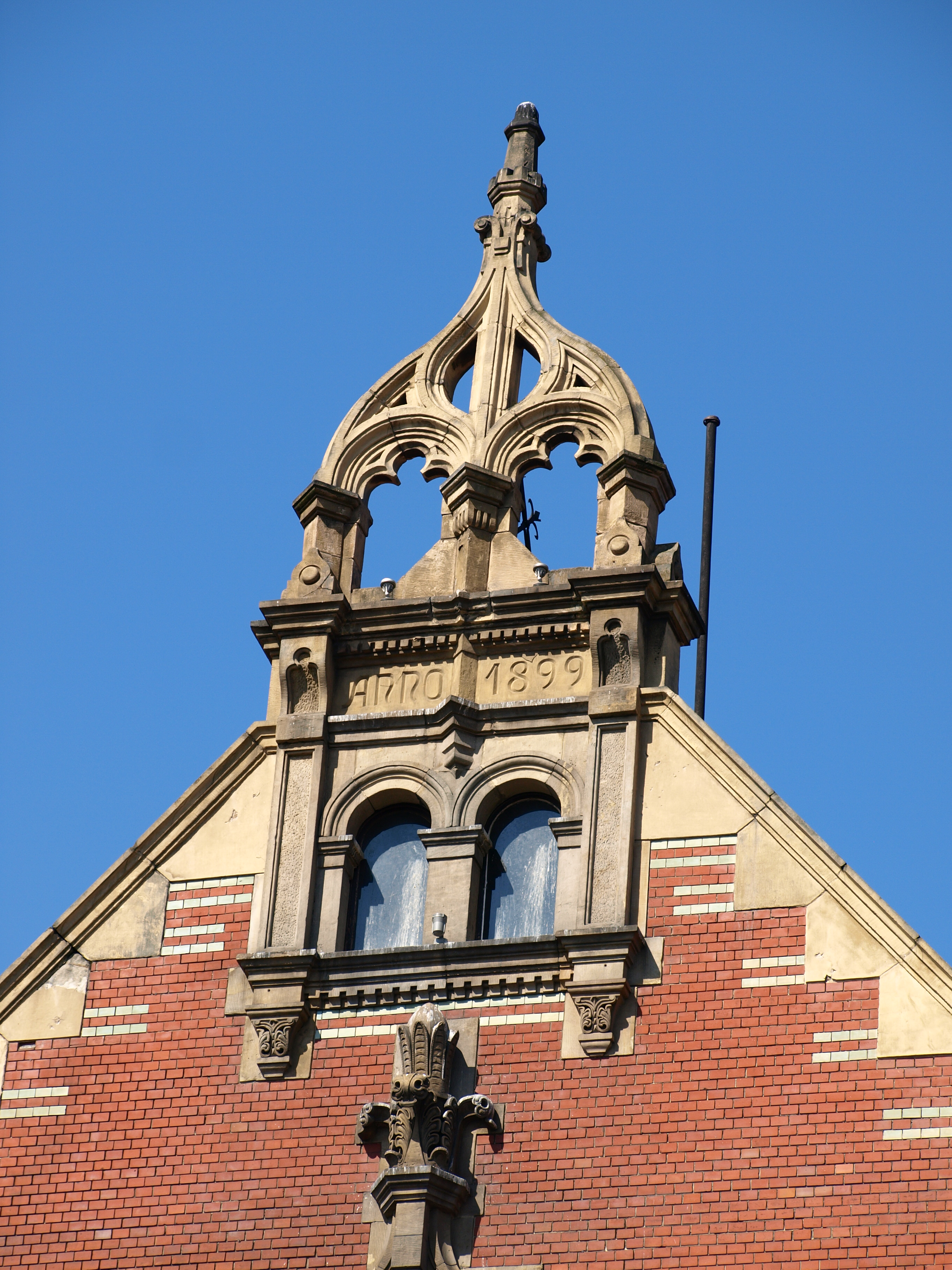
Gzyms zwieńczający frontową elewację z inskrypcją: „Anno 1899”

Na południowej elewacji, po stronie zachodniej i wschodniej znajdują się ryzality, z czego wschodni o szerokości trzech okien i zwieńczeniu w formie trójkątnego szczytu ze sterczynami, a zachodni – szeroki na jedno okno, zwieńczony kopułką. Pozostała część elewacji południowej z rzędami okien zakończonych łukiem oddzielonych pomiędzy siebie pilastrami przykryta jest dachem z lukarnami .
Rząd okien tworzy również zachodnią fasadę, a dodatkowo w północnej części tej fasady, w przyziemiu mieści się otwór wejściowy z ozdobnym portalem, w którym znajdują się drzwi jednoskrzydłowe. W północno-zachodniej części gmachu znajduje się jednokondygnacyjna przybudówka mieszcząca salę gimnastyczną, przykryta dwuspadowym dachem z dachówki .
We wnętrzu budynku znajdują się dwubiegunowe murowane klatki schodowe oraz korytarze ze sklepieniami żebrowymi. W przedsionku zachowała się ceramiczna posadzka z motywami geometrycznymi i nisze przyścienne z dekoracją sztukatorską . Aulę zdobią witraże i malowidła na suficie o powierzchni około 30 m², przedstawiające triumf wiedzy.
Neogotycki gmach w czasie jego powstania architektonicznie współgrał z sąsiednimi budynkami przy obecnej ulicy A. Mickiewicza: zniszczoną podczas II wojny światowej Synagogą Wielką oraz istniejącym do dziś gmachem dawnej Łaźni Miejskiej.
8 lipca 1992 roku gmach został wpisany jest do rejestru zabytków pod współczesnym numerem A/521/2019.